# Loricaria luciae
Loricaria luciae es una especie de pez de agua dulce siluriforme del género Loricaria, de la familia Loricariidae. Se distribuye en aguas cálidas del centro de América del Sur.

## Taxonomía
Esta especie fue descrita originalmente en el año 2013 por los ictiólogos M. R. Thomas, M. S. Rodríguez, Cavallaro, Froehlich y Corrêa e Castro.

## Distribución
Loricaria luciae habita en ríos subtropicales del centro de América del Sur, en la cuenca del Plata, subcuenca del río Paraná, y de este en la subcuenca del río Paraguay, en el este de Bolivia, el centro de Brasil, Paraguay y el nordeste de la Argentina.
Se distingue de las otras especies del género por la presencia de una faja pectoral totalmente carente de placas, o como máximo algunas aisladas y pequeñas placas en proximidades de la base de la aleta pectoral; en la base de la aleta caudal muestra una gran placa post-ural (porcentaje 17,0 20,3 %); además, el número de placas laterales es de 32 a 33 (generalmente 32).
Habita en cursos fluviales de variadas características, desde pequeños, estacionales e intermitentes arroyos de aguas límpidas, hasta grandes ríos, de aguas turbias y sustratos areno-lodosos. 
Es simpátrica con al menos otras 3 especies del mismo género en las aguas del río Paraguay y en afluentes del Paraná, incluyendo L. apeltogaster Boulenger, 1895, L. coximensis Rodríguez, et al., 2012 y L. simillima Regan, 1904.